# Balkankrise

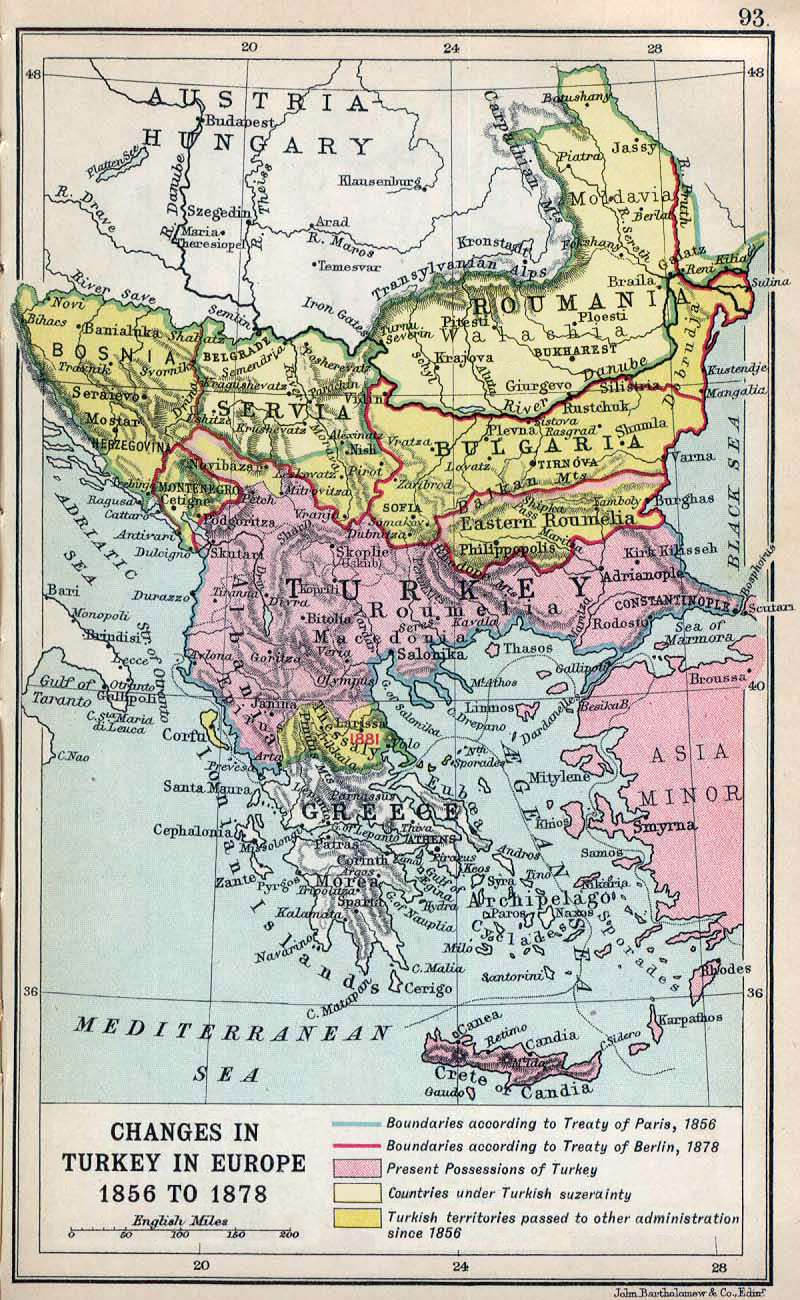
Der Balkan vor und nach der Balkankrise

Als Balkankrise oder Orientalische Krise bezeichnet man die von der Balkanhalbinsel ausgehende Krise zwischen den europäischen Großmächten in den Jahren 1875–1878, die mit den Unabhängigkeitsbestrebungen der Balkanvölker vom Osmanischen Reich eng in Verbindung stand und zum Russisch-Osmanischen Krieg (1877–1878) sowie zum Frieden von San Stefano (1878) führte. Die Krise endete mit dem Berliner Kongress, der die politische Karte des Balkans bzw. Südosteuropas neu gestaltete.

## Vorgeschichte
Die Balkanhalbinsel erwies sich im 19. Jahrhundert durch die innenpolitischen Probleme des Osmanischen Reiches und das Streben nach Souveränität seiner in der Region größtenteils christlichen und slawischen Bevölkerung als Krisenherd. Die Orientalische Frage über den Fortbestand des Osmanischen Reiches führte zu mehreren militärischen Auseinandersetzungen.
Russland nahm aus zwei Gründen an dieser Befreiungsbewegung teil:
- Erstens war eine Unterstützung der Balkannationen für Russland innenpolitisch durch die stärker werdende Ideologie des Panslawismus wichtig geworden.
- Zweitens war das hintergründige Ziel Russlands sein strategisches Interesse an einem freien Zugang zum Mittelmeer durch den Bosporus.

Während des Deutsch-Französischen Krieges 1870/71 kündigte Russland den Pariser Frieden von 1856. Es erreichte 1871 auf der Pontuskonferenz in London mit Unterstützung Bismarcks die Aufhebung der Neutralität und Entmilitarisierung des Schwarzen Meeres. Die Durchfahrt durch den Bosporus und durch die Dardanellen war weiterhin von der Zustimmung des Osmanischen Reiches abhängig.

## Ausbruch

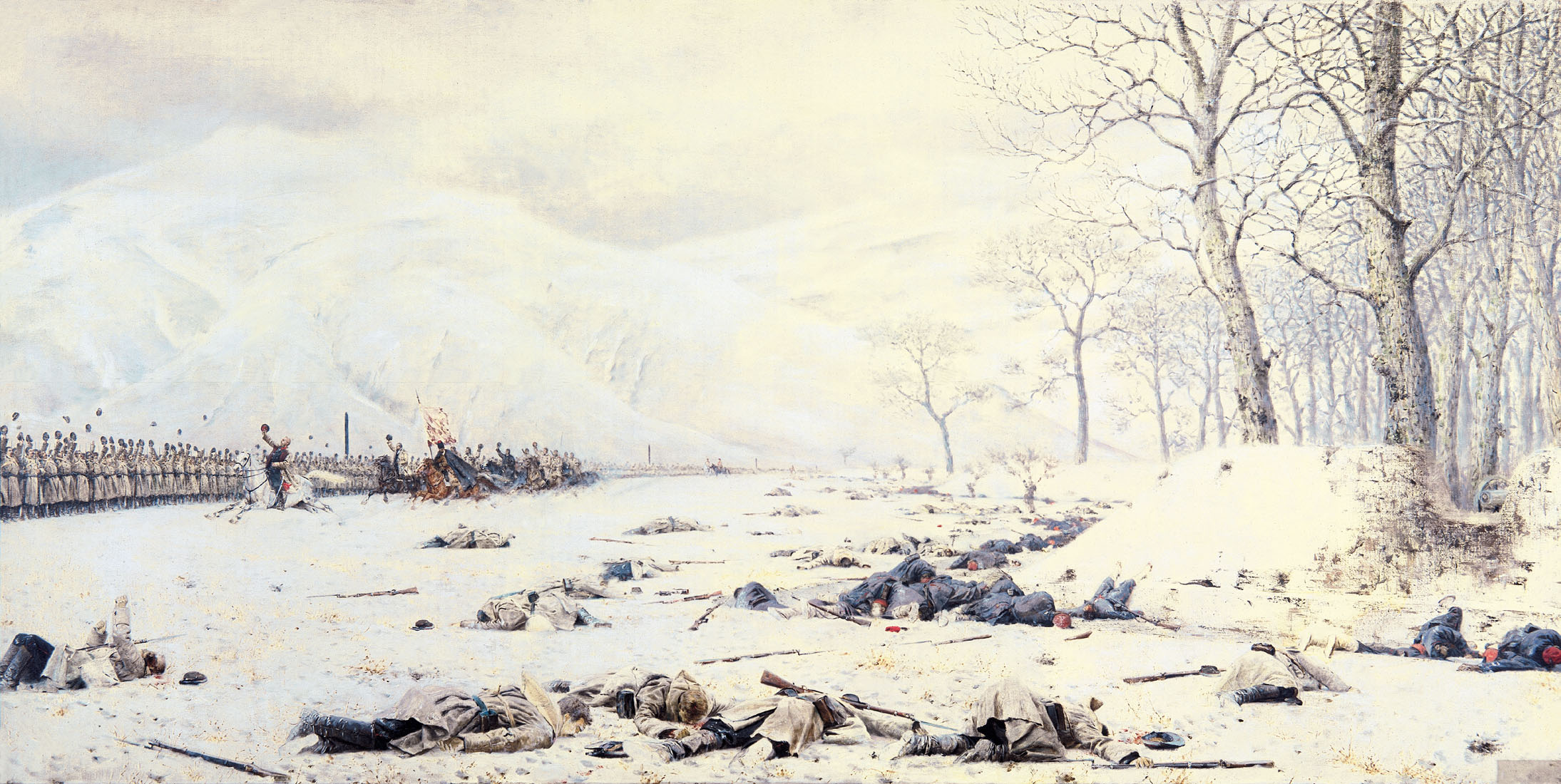
W. W. Wereschtschagin: Schlachtfeld nahe Schipka

Im Juli 1875 brachen in der Herzegowina, in Bosnien und in Thrakien (Stara-Sagora-Aufstand) Aufstände der christlichen Bevölkerung gegen die osmanische Unterdrückung aus. Dem schlossen sich Montenegro und Serbien im serbisch-türkischen Krieg an, ebenso wie Bulgarien im Aprilaufstand 1876. Aber die türkischen Truppen behielten wider Erwarten die Oberhand und nahmen „grausame Rache an den Aufständischen“. Dadurch wurden die europäischen Großmächte auf den Plan gerufen, allen voran Russland, die selbsternannte Schutzmacht der orthodoxen Christen am Balkan.
Die Hohe Pforte unter Sultan Abdülhamid II. lehnte jedoch auf der in Konstantinopel einberufenen Botschafterkonferenz innere Reformen ab. Im Budapester Vertrag sicherte sich Russland die österreichische Neutralität. Unter dem Vorwand, Ausschreitungen gegen Christen verhindern zu müssen und ihre Lage zu verbessern, eröffnete Russland den Krieg. Verbündete waren Serbien, Rumänien und Montenegro sowie bulgarische Freiwillige. Die russischen Truppen besetzten die Donautiefebene, den Schipkapass der nach Ostrumelien führt, nahmen Plewen Stara Sagora ein und marschierten in Richtung Konstantinopel.
Im März 1878 wurde der Frieden von San Stefano ausgehandelt. Dabei war neben der Vergrößerung Serbiens, Rumäniens und Montenegros vor allem die Wiederherstellung Bulgariens als Staat, und zwar als dem Sultan nominell tributpflichtiges Fürstentum, vorgesehen. Die Wiederherstellung eines bulgarischen Staates in den von der Konstantinopeler Konferenz vorgeschlagenen Grenzen war jedoch gegen den Budapester Vertrag und wäre auf Kosten des Osmanischen Reiches erfolgt, das fast alle seine Besitzungen auf der Balkanhalbinsel verloren hätte. Der gewachsene russische Einfluss auf den Balkan führte daher zu Protesten der anderen Großmächte der europäischen Pentarchie. Österreich-Ungarn hatte ein lebhaftes Interesse an den nördlichen Balkanländern und somit auch an einer Revision des Ergebnisses von San Stefano. Großbritannien fürchtete das Erstarken des russischen Einflusses im Mittelmeer, das es aufgrund der Verbindung über den Sueskanal nach Britisch-Indien als eigene strategische Interessensphäre betrachtete. Außerdem sah es das europäische Gleichgewicht gefährdet. Beide Staaten drohten Russland mit Krieg. Das Deutsche Reich unter Reichskanzler Bismarck lud die Kontrahenten zur Friedensvermittlung zum Berliner Kongress, aus europäischem, aber auch aus deutschem Interesse: Russland und Österreich waren beide feste Bestandteile im Bündnissystem Bismarcks. Die deutsch-russischen Beziehungen litten sehr unter der Situation, daher suchte Bismarck zunächst den Zweibund mit Österreich-Ungarn, um somit eine stärkere Position gegenüber Russland einnehmen zu können.

## Beilegung
Im Juni und Juli 1878 wurde auf dem Berliner Kongress die Selbständigkeit Rumäniens, Serbiens und Montenegros beschlossen. Das Fürstentum Bulgarien erhielt weitgehende Autonomie, blieb aber trotzdem tributpflichtig. Es verlor gegenüber den Vereinbarungen von San Stefano Makedonien wieder an die Osmanen und musste vorerst auch Ostrumelien, das selbst autonom wurde, aufgeben. Russland erhielt lediglich Südbessarabien und Teile Armeniens (Kars), England erlangte Zypern und Österreich-Ungarn besetzte Bosnien-Herzegowina und den Sandschak Novi Pazar.
Als Ergebnis wurde der Frieden auf Kosten Russlands erhalten, jedoch ließ sich eine Verstimmung auf der russischen und österreichischen Seite feststellen. Russland hätte sich vom Deutschen Reich eine bessere Vermittlung gewünscht und Österreich war weiterhin mit Russland wegen der Balkangebiete im Zwist. Das Osmanische Reich hielt die meisten seiner europäischen Besitzungen, die kleinen Balkanländer konnten ihre nationalen Bestrebungen noch nicht durchsetzen. Dies änderte sich jedoch schon bald in den Balkankriegen.